# 쿠피라
쿠피라(스페인어: Cúpira)는 베네수엘라 미란다주의 도시로 페드로괄 시의 행정 중심지이다. 1726년에 설립되었다. 지명은 다양한 아마란스(Amaranth)를 가리키는 토착어인 피라(pira)에서 유래했을 수 있다.